# جسی کامبز
جسی کامبز (انگلیسی: Jessi Combs; ۲۷ ژوئیهٔ ۱۹۸۰ – ۲۷ اوت ۲۰۱۹) راننده خودروی مسابقه‌ای و مجری تلویزیون اهل ایالات متحده آمریکا بود.